# Bandera de San Marino

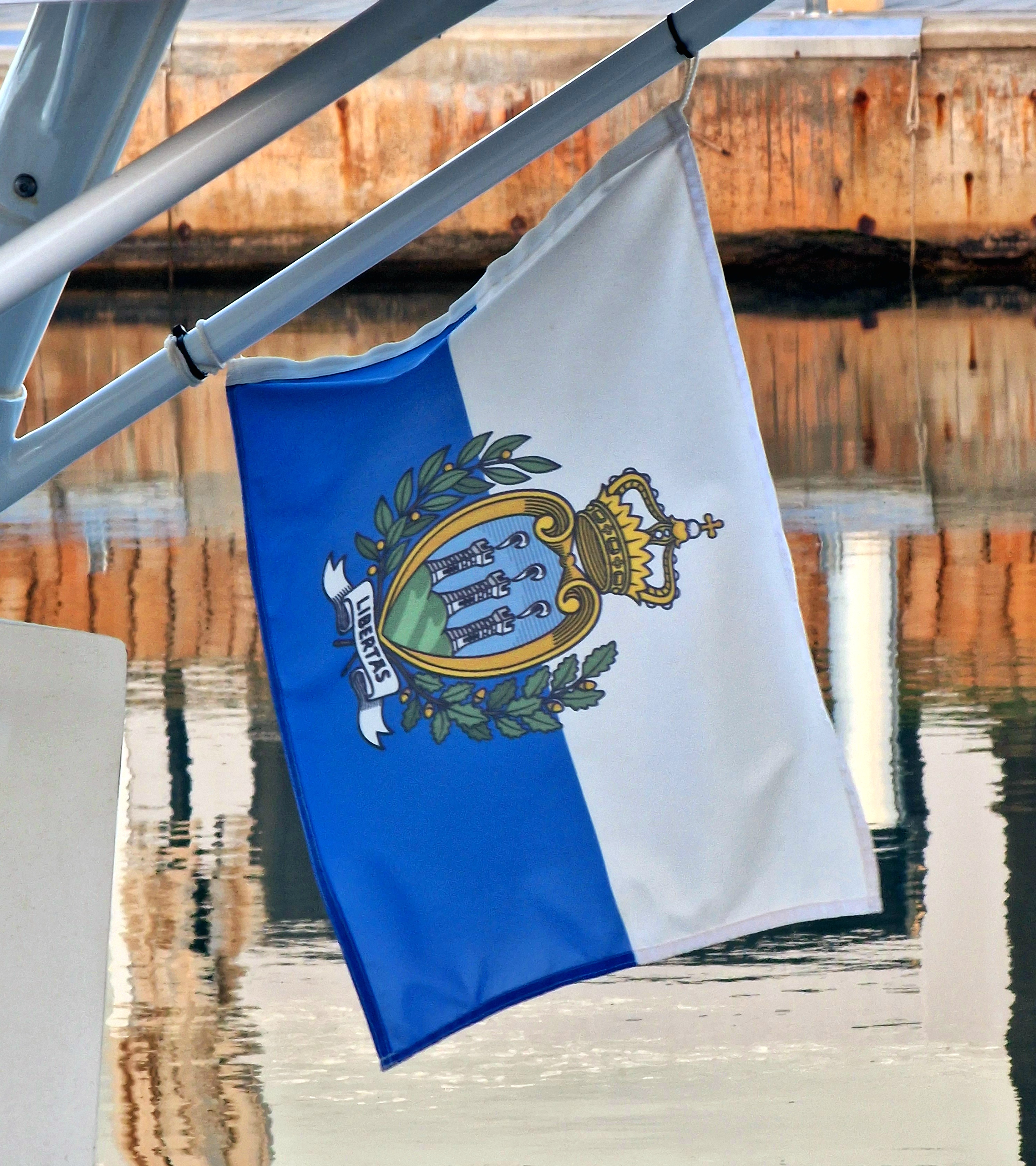
Bandera de San Marino en un vaixell a la marina de Cala d'Or.

La bandera de San Marino és una bandera que es compon de dues bandes horitzontals iguals en proporcions, una és blanca i l'altra blava, que simbolitzen respectivament la neu i el cel.
L'escut nacional està situat al mig de la bandera i es constitueix, en primer lloc, per una imatge que representa les tres torres de guarda de San Marino a sobre dels tres pics del mont Titano. Aquesta imatge està flanquejada de fulles i acompanyada d'una corona, símbol de la sobirania i de la república més antiga del món i de la inscripció Libertas, que significa llibertat en llatí. L'escut no figura en la bandera civil.